# Chiến dịch Walcheren
Chiến dịch Walcheren (tiếng Anh: Walcheren Campaign; tiếng Đức: Walcheren-Kampagne; tiếng Pháp: Campagne de Walcheren; tiếng Hà Lan: Campagne Walcheren), là một cuộc viễn chinh không thành công của người Anh vào Vương quốc Holland trong năm 1809, nhằm mở ra một mặt trận khác trong cuộc chiến của Đế quốc Áo với Đệ Nhất Đế chế Pháp trong Chiến tranh Liên minh thứ năm. Ngài John Pitt, Bá tước thứ 2 xứ Chatham, là chỉ huy của cuộc hành quân và đổ bộ, với nhiệm vụ đánh chiếm Flushing và Antwerp ở Hà Lan và cho phép điều hướng sông Scheldt. Khoảng 39.000 binh lính và 15.000 con ngựa, cùng với pháo dã chiến và hai đoàn tàu bao vây, đã vượt qua Biển Bắc và đổ bộ lên Walcheren vào ngày 30 tháng 7. Đây là cuộc viễn chinh lớn nhất của Anh trong năm đó, lớn hơn cả đội quân phục vụ trong Chiến tranh Bán đảo ở Bồ Đào Nha. Tuy nhiên, nó đã không đạt được bất kỳ mục tiêu nào được đề ra trước đó. Chiến dịch Walcheren ít giao tranh, nhưng tổn thất nặng nề về quân số do căn bệnh thường được gọi là "Sốt Walcheren". Mặc dù hơn 4.000 quân Anh đã chết trong cuộc viễn chinh, nhưng chỉ có 106 người chết trong chiến đấu; những người sống sót rút lui vào ngày 9 tháng 12.

## Bối cảnh
Vào tháng 7 năm 1809, người Anh quyết định phong tỏa cửa sông Scheldt để ngăn chặn việc người Pháp sử dụng cảng Antwerp làm căn cứ chống lại họ. Mục đích chính của chiến dịch là tiêu diệt hạm đội Pháp được cho là đang ở Flushing đồng thời đánh lạc hướng để giải vay cho quân Áo đang gặp khó khăn. Tuy nhiên, Trận Wagram đã xảy ra trước khi bắt đầu chiến dịch và người Áo thực sự đã thua cuộc chiến.
John Pitt, Bá tước thứ 2 xứ Chatham chỉ huy đội quân viễn chinh, trong khi Ngài Richard Strachan chỉ huy hải quân, toàn bộ lực lượng viễn chinh gồm 37 tàu, lực lượng viễn chinh hùng hậu nhất từng rời nước Anh, đoàn thuyền nhổ neo rời Downs vào ngày 28 tháng 7. Các chỉ huy bao gồm Hugh Downman, Edward Codrington, Lãnh chúa Amelius Beauclerk, William Charles Fahie, George Cockburn và George Dundas.

### Trích dẫn
1. ↑  Brett-James 1963, tr. 811-820.
2. ↑  Burnham & McGuigan 2010, tr. 42.
3. ↑  Harrison, Cy. “Walcheren Expedition, 28th July 1809 - December 1809”. Threedecks. Truy cập ngày 7 tháng 6 năm 2018.
4. Bond, W.; Davies, G.; Turner, R. (tháng 10 năm 2007), The biology and non-chemical control of Hoary Cress (Cardaria draba (L.) Desv.) (PDF), HDRA, Ryton Organic Gardens, Bản gốc (PDF) lưu trữ ngày 24 tháng 6 năm 2021, truy cập ngày 9 tháng 4 năm 2023
5. “No. 16650”. The London Gazette: 1971–1972. 26 tháng 9 năm 1812.